# جوزيف غاردينر
جوزيف غاردينر (بالإنجليزية: Joseph Gardiner)‏ هو سياسي أسترالي، ولد في 4 يوليو 1886 في أديلايد في أستراليا، وتوفي في 23 يناير 1965 في ملبورن في أستراليا. حزبياً، نشط في حزب العمال الأسترالي. وقد انتخب عضو الجمعية التشريعية لأستراليا الغربية.